# حلاف الثالثة (الهايي)
حلاف الثالثة (بالفارسية: حلاف سه) هي قرية وتقع في إيران في قسم الهايي الريفي. يقدر عدد سكانها بـ 412 نسمة بحسب إحصاء 2016.